# Olivia Munn
Lisa Olivia Munn (sinh ngày 3 tháng 7 năm 1980 tại Oklahoma, Hoa Kỳ) là một người mẫu kiêm diễn viên hài, từng tham gia nhiều bộ phim như Date Night, Iron Man 2... cô mang trong mình dòng máu của mẹ là người gốc Việt và bố là người Mỹ.. Olivia Munn nổi tiếng không chỉ với vai trò diễn viên, cô còn là người mẫu gợi cảm của nhiều tạp chí Maxim, Men's Health, Complex... Show truyền hình Attack of The Show đã đưa tên tuổi của cô được nhiều khán giả biết đến hơn.
Hình ảnh của cô được đăng trên tạp chí Men's Health tháng vào tháng 12 năm 2010, cũng trong năm 2010 cô đứng thứ 8 trong Top 100 người đẹp "nóng" nhất thế giới năm 2010 do tạp chí danh tiếng Maxim bình chọn. Năm 2011, cô tiếp tục được xếp vào danh sách 100 người đẹp nóng bỏng nhất thế giới do Maxim công bố. Olivia là một trong số ít những cô đào gốc Á nổi danh ở Hollywood, cho đến nay, cô là gương mặt xinh đẹp của truyền hình Mỹ.

## Hoạt động xã hội
Bên cạnh các hoạt động chuyên môn nghề nghiệp của mình, Olivia Mumm còn tích cực tham gia nhiều các hoạt động xã hội. Năm 2010, Olivia Mumm từng chụp ảnh khỏa thân để kêu gọi cộng đồng tẩy chay những rạp xiếc đối xử tàn bạo với động vật. Trong năm 2011, Hưởng ứng chiến dịch vận động cộng đồng không dùng những đồ thời trang làm bằng lông thú, da thú của Hiệp hội Bảo vệ động vật (PETA), Olivia Mumm công bố một bộ ảnh khỏa thân mang chủ đề Who needs fur to fell beautiful? I’d rather go naked than wear fur (tạm dịch: "Ai cần lông thú để cảm thấy xinh đẹp? Tôi thà ở truồng còn hơn mặc đồ từ lông thú"). Bộ ảnh được chính Olivia Munn quảng bá tại Đại lộ Beverly Boulevard ở Los Angeles, Mỹ.
Ngoài ra, để cổ động cho chiến dịch nói không với thời trang lông thú, Olivia còn giới thiệu một video quay cảnh những con thú bị lột da và giết chết rất thương tâm chỉ để lấy đi bộ lông của chúng, phục vụ cho nhu cầu thời trang làm đẹp của con người. Cô nói: "Khi bạn nghĩ về những túm lông nhỏ bé trên găng tay hay cổ áo của mình, nhớ rằng chúng đến từ một con thú đã phải chịu đựng rất nhiều đớn đau để làm đẹp cho bạn. Thật chẳng hay ho khi bạn giả vờ như không biết điều đó".